# Anna Staruch
Anna Jadwiga Staruch z domu Sysło (ur. 29 kwietnia 1932 w Szpicy, zm. 12 października 2019) – polska nauczycielka, działaczka społeczna i polityk, posłanka na Sejm PRL IX kadencji.

## Życiorys
Córka Władysława i Stanisławy, nauczycieli i organizatorów oświaty oraz elektryfikacji wsi. Zdała maturę w Lublinie, a w 1954 uzyskała tytuł zawodowy magistra historii w Wyższej Szkole Pedagogicznej w Krakowie i podjęła pracę jako nauczycielka w II Liceum Ogólnokształcącym w Rzeszowie. W 1957 ukończyła studia II stopnia, po czym została wizytatorem metodykiem nauczania historii w województwie. Była też dyrektorem Zespołu Szkół Ekonomicznych w Rzeszowie. Od 1968 była kierownikiem sekcji historii w Okręgowym Ośrodku Medycznym, a potem wizytatorem metodyki historii w Kuratorium Oświaty i Wychowania w Rzeszowie. W 1977 przeszła z pracy w rzeszowskim LO na stanowisko wicekuratora w Rzeszowie. W 1982 przeszła na funkcję dyrektora Zespołu Szkół Ekonomicznych w Rzeszowie, pełniąc ją do momentu przejścia na emeryturę w 1989.

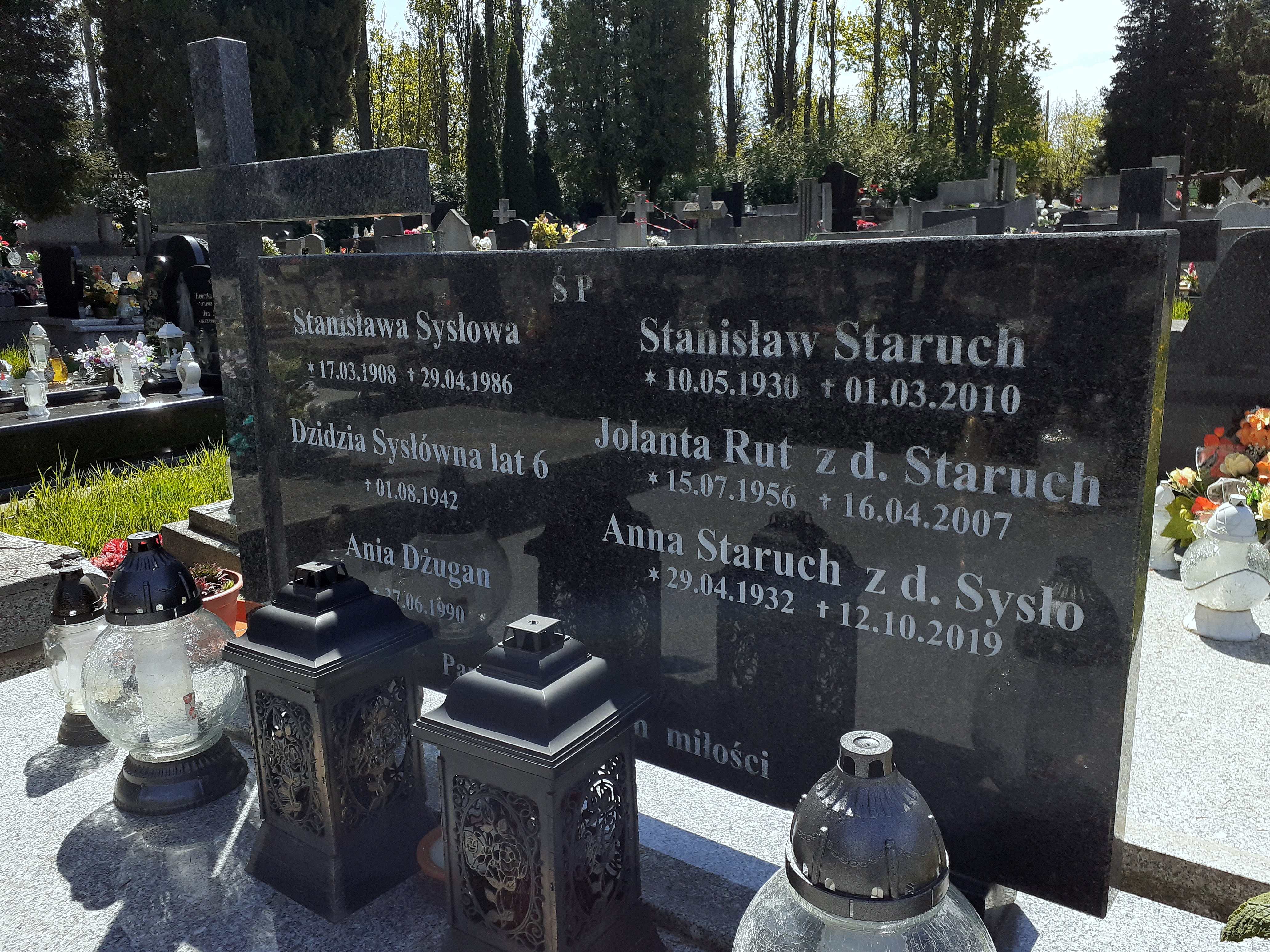
Grobowiec Anny Staruch

W 1960 została kandydatką, a w 1961 członkinią Polskiej Zjednoczonej Partii Robotniczej. W 1969 została absolwentką Wieczorowego Uniwersytetu Marksizmu-Leninizmu. Od marca 1971 do lutego 1975 zasiadała w plenum i egzekutywie Komitetu Wojewódzkiego partii w Rzeszowie, od listopada 1975 do grudnia 1980 ponownie w plenum. Od 1970 do 1983 przewodniczyła Wojewódzkiej Radzie Kobiet, była też członkiem prezydium Krajowej Rady Kobiet. W lutym 1976 została członkinią Komisji ds. Kształcenia i Wychowania Socjalistycznego KW PZPR w Rzeszowie. Była także delegatką na VI, VII i VIII Zjazd PZPR (w 1971, 1975 i 1980). Zasiadała w Radzie Wojewódzkiej PRON, zasiadała w Prezydium tejże. Była wiceprzewodniczącą Zarządu Wojewódzkiego Towarzystwa Wiedzy Powszechnej, zasiadała w Zarządzie Wojewódzkim Towarzystwa Przyjaźni Polsko-Radzieckiej. W latach 1985–1989 pełniła mandat posłanki na Sejm PRL IX kadencji, reprezentując okręg rzeszowski. Zasiadała w Komisji Administracji, Spraw Wewnętrznych i Wymiaru Sprawiedliwości, Komisji Edukacji Narodowej i Młodzieży oraz w Komisji Nadzwyczajnej do rozpatrzenia projektu ustawy o zmianie Konstytucji Polskiej Rzeczypospolitej Ludowej. W okresie III RP działała w Sojuszu Lewicy Demokratycznej.
Współzałożycielka Towarzystwa Przyjaciół Rzeszowa, organizatorka wielu konkursów dotyczących miasta Rzeszów. Otrzymała Medal Komisji Edukacji Narodowej. W 1984 wyróżniona wpisem do „Księgi zasłużonych dla województwa rzeszowskiego”.
Jej mężem był doc. dr inż. Stanisław Staruch (1930–2010), prorektor Politechniki Krakowskiej w latach 1972–1975. Pochowana 17 października 2019 na cmentarzu Wilkowyja w Rzeszowie.